# Зелена пупавка
Зелена пупавка (лат. Amanita phalloides) је врста отровне гљиве, зелена мухара, зелена овојњача, отровна печурка, гомољача. Није увек зелена, како јој каже име, већ постоје форме беле, смеђе и жуте боје. Она је претежно распрострањена на нижој надморској висини, крај листопадног дрвећа или борова. Може се пронаћи широм Србије, а поготово у Панонској низији, Посавском и Подравском сливу, око Бање Луке и Тузле.

## Опис гљиве
- Шешир (pileus) пречника 6-15 см, јајолик, звонаст на крају отворен, маслинастозелен, жутозелен или сивозелен.[1]
- Листићи бели, густи.
- Дршка (stipes) бела, са цик-цак зеленим шарама, у горњем делу бели рукавац, при дну гомољасто задебљана, обавијена белим омотачем.
- Месо бело.
- Споре у маси беле.

## Таксономија
Зелена пупавка је именована латинским називом у кореспонденцији између енглеског лекара Томаса Брауна и Кристофера Мерета. Исто тако, ову злогласну печурку је описао француски ботаничар Себастијан Вајан 1727. године, који јој је дао препознатљиво име „Fungus phalloides, annulatus, sordide virescens, et patulus”. Мада научно име phalloides значи „у облику фалуса”, нејасно је да ли је названа по својој сличности са дословним фалусом или печуркама рода Phallus. Године 1821, Елиас Магнус Фриес је описао ову печурку као Agaricus phalloides, али је описом обухватио све беле аманите. Коначно 1833. године, Јохан Хајнрих Фридрих Линк је користио име , према Персуну који ју је именовао као Amanita viridis 30 година раније. Мада је Луис Секретан раније користио име Amanita phalloides, оно није прихваћено у номенклатури, зато што Секретан није конзистентно користио биномну номенклатуру. Поједини таксономи се нису слагали са овом становиштем.
Amanita phalloides је типска врста Amanita секције Phalloideae, групе која садржи све смртоносне печурке Amanita врста које су до сада идентификоване. Најистакнутије међу њима су врсте познате као анђели уништења, наиме Amanita virosa и Amanita bisporigera, као и A. verna. Термин „анђео уништења” је исто тако понекад кориштен за A.&nbsp;phalloides, мада се назив „капа смрти” чешће користи на енглеском говорном подручју. Неки од других често кориштених назива су „смрдљива аманита” и „смртоносна аманита”.
Облик који се ретко појављује, потпуно белу форму је иницијално Макс Брицелмајр назвао A.&nbsp;phalloides f. alba, мада њен статус није био јасан. Овакви примерци се могу наћи међу нормално обојеним зеленим пупавкама. Тај облик је био описан 2004. године као засебан варијетет и назван A.&nbsp;verna var. tarda. Права Amanita verna рађа у пролеће и постаје жута у раствору , док то није случај са A.&nbsp;phalloides.

## Станиште
Веома распрострањена и честа микоризна гљива, расте најчешће у храстовим и другим белогоричним шумама, али такође и у црногоричним шумама у периоду од јула до октобра.
Зелена пупавка потиче из Европе, где је широко распрострањена. Налази се од јужних обалских региона Скандинавије на северу, до Ирске на западу, Пољске и западне Русије на истоку, и на југу широм Балкана, у Италији, Шпанији и Португалији, и у Мароку и Ажиру у северној Африци. У западној Азији је познато да је присутна у шумама северног Ирана. Постоје записи са даљег истока у Азији, али тек треба потврдити да се ради о A.&nbsp;phalloides.

## Отровност
Најотровнија гљива, смртно отровна, смртоносна количина је око 20 грама сирове гљиве, сушење и термичка обрада не утичу на отровност. Знаци тровања су: повраћање, јак пролив, слабост и јављају се 7-8 сати после узимања гљиве, а некада и после два дана. Отрованог треба хитно транспортовати у болницу. Нема противотрова. Смртност до 50% отрованих.
Ова гљива је веома отровна, но она је још опаснија зато што је берачи гљива често мијешају са шампињоном, због бијеле боје клобука. Први симптоми тровања јављају се касно, те је лијечење отежано. Оно се (према Фламмеру и Хораку, 1983) састоји у: рехидратацији, форсираној дијурези, хемиперфузији, хемофилтрацији. Пацијенту се дају велике дозе пеницилина, тиооктична киселина, силибинин или силимарин, хипербарични кисеоник.

## Анатомија

### Шешир
Између 6-16,5 cm(cm), по облику као у зелене пупавке, но боје потпуно бијеле, као снијег, а кожица без тамнијих ураслих влаканаца.

### Листићи
Они су густи, слободни, бијели, с бројним lamellulama, брашнасти по цијелој оштрици; широки 6-12 cm.

### Отрусина
Отрусина је потпуно бијела (за разлику од јестивог шампињона, са којим се лако може помијешати, а код ког је отрусина тамносмеђе боје).

### Стручак
Он је 5-15/0,8-2 cm, а у булби до 3,3 cm и потпуно је бијел.

## Микроскопија
Споре 8-9/7-9 (mi), hyaline, amyloidne, већином без вакуола. Длачице на оштрици до 7 mi, већином балонски напухане.

## Доба
VII-XI mj

## Сличне врсте
Најсличнија јој је прољетна пупавка (Amanita verna), а слична јој је и Смрдљива пупавка (Amanita virosa). Зелена пупавка слична је и једној од најпопуларнијих јестивих печурака - шампињону.